# Ferdinand Biwersi
Ferdinand Biwersi (Bliesransbach, 1934. június 24. – 2013. szeptember 4.) német nemzetközi labdarúgó-játékvezető.

## Pályafutása

### Nemzeti játékvezetés
1965-ben lett hazája legfelső szintű labdarúgó-bajnokságának játékvezetője. Az aktív nemzeti játékvezetéstől 1978-ban búcsúzott el. Első ligás mérkőzéseinek száma: 120.

#### Nemzeti kupamérkőzések
Vezetett kupadöntők száma: 1

##### Német labdarúgókupa
1971-ben a DFB JB elismerve nemzeti szakmai munkáját, felkérte a döntő találkozó szolgálatára.
| Időpont          | Helyszín                  | Mérkőzés típusa | Mérkőzés                     | Eredmény | Nézők száma |
| ---------------- | ------------------------- | --------------- | ---------------------------- | -------- | ----------- |
| 1971. június 19. | Neckar Stadion, Stuttgart | döntő           | FC Bayern München–1. FC Köln | 2 : 1    | 71 000      |

### Nemzetközi játékvezetés
A Német labdarúgó-szövetség (DFB) Játékvezető Bizottsága (JB) terjesztette fel nemzetközi játékvezetőnek, a Nemzetközi Labdarúgó-szövetség (FIFA) 1969-től tartotta nyilván bírói keretében. A FIFA JB központi nyelvei közül a németet beszélte. Több válogatott és nemzetközi klubmérkőzést vezetett, vagy működő társának partbíróként segített. A német nemzetközi játékvezetők rangsorában, a világbajnokság-Európa-bajnokság sorrendjében többedmagával a 11. helyet foglalja el 8 találkozó szolgálatával. Válogatott mérkőzéseinek száma: 16, kupamérkőzéseinek száma: 26. Az aktív nemzetközi játékvezetéstől 1978-ban búcsúzott.

#### Labdarúgó-világbajnokság
A világbajnoki tornára vezető úton Nyugat-Németországba a X., az 1974-es labdarúgó-világbajnokság valamint Argentínába a XI., az 1978-as labdarúgó-világbajnokságra a FIFA JB bíróként foglalkoztatta. 1974-ben kizárólag partbírói feladatok ellátására kérték fel. Kettő csoportmérkőzésen egyes számú besorolást kapott, játékvezetői sérülés esetén továbbvezethette volna a találkozót. 1978-ban Kettő csoportmérkőzésen egyes számú besorolást kapott. Világbajnokságon vezetett mérkőzéseinek száma: 1 + 4 (partbíró).

##### 1974-es labdarúgó-világbajnokság

###### Selejtező mérkőzés
| Időpont           | Helyszín                      | Mérkőzés típusa           | Mérkőzés                  | Eredmény | Nézők száma |
| ----------------- | ----------------------------- | ------------------------- | ------------------------- | -------- | ----------- |
| 1973. május 26.   | Lenin Stadion, Moszkva        | előselejtező (9. csoport) | Szovjetunió–Franciaország | 2 : 0    | 76 604      |
| 1973. október 17. | Tehelne Pole Stadion, Pozsony | előselejtező (8. csoport) | Csehszlovákia–Skócia      | 1 : 0    | 13 668      |

##### 1978-as labdarúgó-világbajnokság

###### Selejtező mérkőzés
| Időpont            | Helyszín                      | Mérkőzés típusa                      | Mérkőzés           | Eredmény | Nézők száma |
| ------------------ | ----------------------------- | ------------------------------------ | ------------------ | -------- | ----------- |
| 1976. november 17. | Hampden Park Stadion, Glasgow | előselejtező (7. csoport)            | Skócia–Wales       | 1 : 0    | 63 233      |
| 1977. június 26.   | Központi Stadion, Hongkong    | előselejtező (Ázsia/Óceánia csoport) | Hongkong–Dél-Korea | 0 : 1    |             |

###### Világbajnoki mérkőzés
| Időpont          | Helyszín                              | Mérkőzés típusa              | Mérkőzés                 | Eredmény | Nézők száma |
| ---------------- | ------------------------------------- | ---------------------------- | ------------------------ | -------- | ----------- |
| 1978. június 11. | José Amalfitani Stadion, Buenos Aires | csoportmérkőzés (3. csoport) | Spanyolország–Svédország | 1 : 0    | 48 000      |

#### Labdarúgó-Európa-bajnokság
Az európai-torna döntőjéhez vezető úton Belgiumba a IV., az 1972-es labdarúgó-Európa-bajnokságra és a Jugoszláviába a V., az 1976-os labdarúgó-Európa-bajnokságra alkalmazta az UEFA JB.

##### 1972-es labdarúgó-Európa-bajnokság

###### Selejtező mérkőzés
| Időpont         | Helyszín               | Mérkőzés típusa           | Mérkőzés                  | Eredmény | Nézők száma |
| --------------- | ---------------------- | ------------------------- | ------------------------- | -------- | ----------- |
| 1971. május 30. | Lenin Stadion, Moszkva | előselejtező (4. csoport) | Szovjetunió–Spanyolország | 2 : 1    | 81 700      |

##### 1976-os labdarúgó-Európa-bajnokság

###### Selejtező mérkőzés
| Időpont           | Helyszín                         | Mérkőzés típusa           | Mérkőzés                 | Eredmény | Nézők száma |
| ----------------- | -------------------------------- | ------------------------- | ------------------------ | -------- | ----------- |
| 1974. október 13. | Idrætsparken Stadion, Koppenhága | előselejtező (4. csoport) | Dánia–Románia            | 0 : 0    | 15 700      |
| 1975. április 30. | Sparta Stadion, Prága            | előselejtező (1. csoport) | Csehszlovákia–Portugália | 5 : 0    | 12 034      |

#### Olimpiai játékok
Az 1972. évi nyári olimpiai játékok labdarúgó tornájának mérkőzésein a FIFA JB játékvezetőként foglalkoztatta.

##### 1972. évi nyári olimpiai játékok
| Időpont             | Helyszín                  | Mérkőzés típusa              | Mérkőzés           | Eredmény | Nézők száma |
| ------------------- | ------------------------- | ---------------------------- | ------------------ | -------- | ----------- |
| 1972. augusztus 30. | Olimpiai Stadion, München | csoportmérkőzés (B. csoport) | Szovjetunió–Szudán | 2 : 1    | 25 000      |

#### Nemzetközi kupamérkőzések
Vezetett kupadöntők száma: 1.

##### UEFA-kupa
1976-ban az Európai Labdarúgó-szövetség (UEFA) Játékvezető Bizottsága (JB) nemzetközi szakmai munkájának elismeréseként megbízta a döntő találkozó első mérkőzésének irányításával.
| Időpont           | Helyszín                   | Mérkőzés típusa        | Mérkőzés                 | Eredmény | Nézők száma |
| ----------------- | -------------------------- | ---------------------- | ------------------------ | -------- | ----------- |
| 1976. április 28. | Anfield Stadion, Liverpool | a döntő első mérkőzése | Liverpool–Club Brugge KV | 3 : 2    | 50 188      |

## Sikerei, díjai
1976-ban kiegyensúlyozott szakmai munkájának elismeréseként a DFB Játékvezető Bizottsága (JB) az Év Játékvezetője címmel tüntette ki.